# ري بالغمر

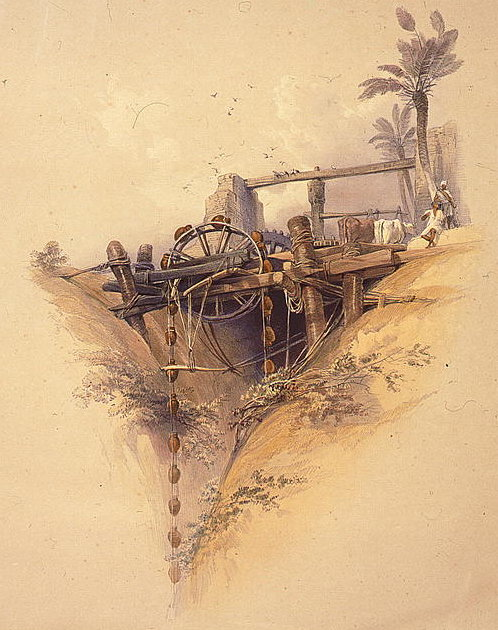
ساقية صورت في مصر سنة 1846م

الري السطحي أو الري بالغمر هو غمر (إغراق) القطعة الزراعية بالمياه المأخوذة من الترع وينتشر في المناطق التي يكثر بها الماء قرب الأنهار ويسمى أيضا الري بالغمر وتؤثر الرياح علي الري السطحي (علي حسب شدة الرياح).
ثم يسيل على شكل طبقة سطحية تروي التربة التي تمر عليها ومن عيوبها أنها تؤدي إلى ضياع نسبة كبيرة من الماء الذي لايستفيد منه النبات.